# واجب التسوية
التزام واجب التسوية لدى شركات التأمين يعرف على انه التزام ضمني من جانب شركة التأمين تجاه حامل البوليصة والمطالب «بحسن نية تنفيذ تسويات سريعة، عادلة ومنصفة للمطالبات التي أصبحت فيها المسؤولية واضحة إلى حد معقول».

## الولايات المتحدة
في كاليفورنيا شركة التأمين التي ترفض خطأ قبول تسوية معقولة ضمن حدود العقد مسؤولة عن كامل الحكم ضد المؤمن عليه حتى لو تجاوزت حدود العقد.
الأساس  المنطقي لهذا الواجب أنه عندما يتم تقديم عرض لتسوية مطالبة تتجاوز جدود التغطية التأمينية، ينشأ تضارب حقيقي وفوري في المصالح بين الناقل والمؤمن. المؤمن الذي يرفض التغطية التأمينية يفعل ذلك على مسؤوليته الخاصة. هناك عدة عوامل مثل الاعتقاد بأن العقد لا يوفر التغطية التأمينية، يجب أن لا يؤثر على القرار ما اذ كان عرض التسوية معقول ام لا. من واجب المؤمن إبقاْء المؤمن عليه على اطلاع بعروض التسوية، ممكن أن يكون المؤمن مسؤول عن إجبار المؤمن عليه بشكل غير معقول على المساهمة في صندوق التسوية".
لا يجوز لشركة التأمين التمييز في ممارسات تسوية مطالباتها على أساس فئات محمية معينة.